# De legende van Koning Arthur
De legende van Koning Arthur is een hoorspel in acht delen, uitgezonden door de KRO. De regisseur is Coos Mulder.
De van oorsprong BBC productie is voor radio bewerkt door Andrew Davies. De vertaling is van Max Schuchart.

## Rolbezetting
- Kommer Kleijn (Merlijn)
- Henny Orri (Morgan)
- Joop van der Donk (Lot)
- Edmond Classen (Arthur)
- Hans Karsenbarg (Accolon)
- Hans Dagelet (Lancelot)
- Wim Kouwenhoven (Leodograunce)
- Dore Smit (Guinevere)
- Kees Coolen (Bors)

## Bron
- https://www.hoorspelen.eu/producties/hsp-l/legende-van-koning-arthur.html